# Mazda CX-3
La Mazda CX-3 è un'autovettura di tipo crossover SUV compatto prodotto dal 2015 dalla casa automobilistica giapponese Mazda.
Basata sulla stessa piattaforma della terza generazione dell'utilitaria Mazda 2, è stata svelata al pubblico tramite una galleria fotografica il 19 novembre 2014 e successivamente svelata in anteprima ufficiale al Salone dell'automobile di Los Angeles del medesimo anno; la presentazione in Europa è avvenuta al Salone di Ginevra del marzo 2015.
Il modello è stato ritirato dai mercati europei e nordamericani nel 2022, sostituito dalla Mazda CX-30 leggermente più grande.

## Tecnica
La Mazda CX-3 è basata totalmente sulla stessa piattaforma della Mazda 2 opportunamente allungata e adattata per contenere e avere quattro porte e cinque posti con una maggiore abitabilità interna, ma con uno stile del corpo vettura molto diverso. Il telaio della CX-3, denominato SKYACTIV-CHASSIS e costituito da acciai ad alta resistenza per circa il 63%, è dotato all'anteriore del classico schema sospensivo MacPherson e al posteriore di una sospensione a ponte torcente; lo sterzo è stato alleggerito nello sforzo di azionamento per favorirlo e migliorarlo nell'uso nella guida in città e i freni sono stati potenziati e adattati al corpo e peso della vettura.
La CX-3, come tutte le Mazda contemporanee e coetanee, abbraccia il linguaggio stilistico del  Kodo design con una carrozzeria dalla impostazione sportiva con il cofano lungo e tendenzialmente basso, caratterizzata globalmente da lineamenti eleganti, rotondi e muscolosi al posteriore che si affiancano a linee più taglienti e spigolose all'anteriore.
È stata disponibile fin dal suo debutto con un motore benzina aspirato a iniezione diretta 2.0 Skyactiv-G (disponibile nella versione 120 cavalli a trazione anteriore oppure in quella da 150 a trazione integrale) e del diesel 1.5 Skyactiv-D da 105 cavalli (disponibile sia 2WD che 4WD) che equipaggia anche l'utilitaria Mazda 2 a partire da maggio 2016. Tutte le varianti di motore offrono il sistema start-stop. Il modello è disponibile con una trasmissione manuale a sei marce oppure per il motore 1.5 diesel in versione 4WD può essere equipaggiato con un cambio automatico sequenziale a 6 rapporti.

## Allestimenti
La Mazda CX-3 viene prodotta in tre allestimenti: Essence, Evolve ed Exceed. Fin dalla versione base accessori come ABS, ESP, 6 airbag, 4 vetri elettrici, climatizzatore e radio sono inclusi nel prezzo. La Evolve aggiunge i cerchi in lega, il cruise control e il sistema di frenata d'emergenza in città. Per la più ricca Exceed, oltre a finiture con inserti in pelle su plancia e portiere e al sistema hi-fi Bose, è riservato come optional il pacchetto i-Activsense Technology che include diversi dispositivi elettronici di aiuto alla guida.

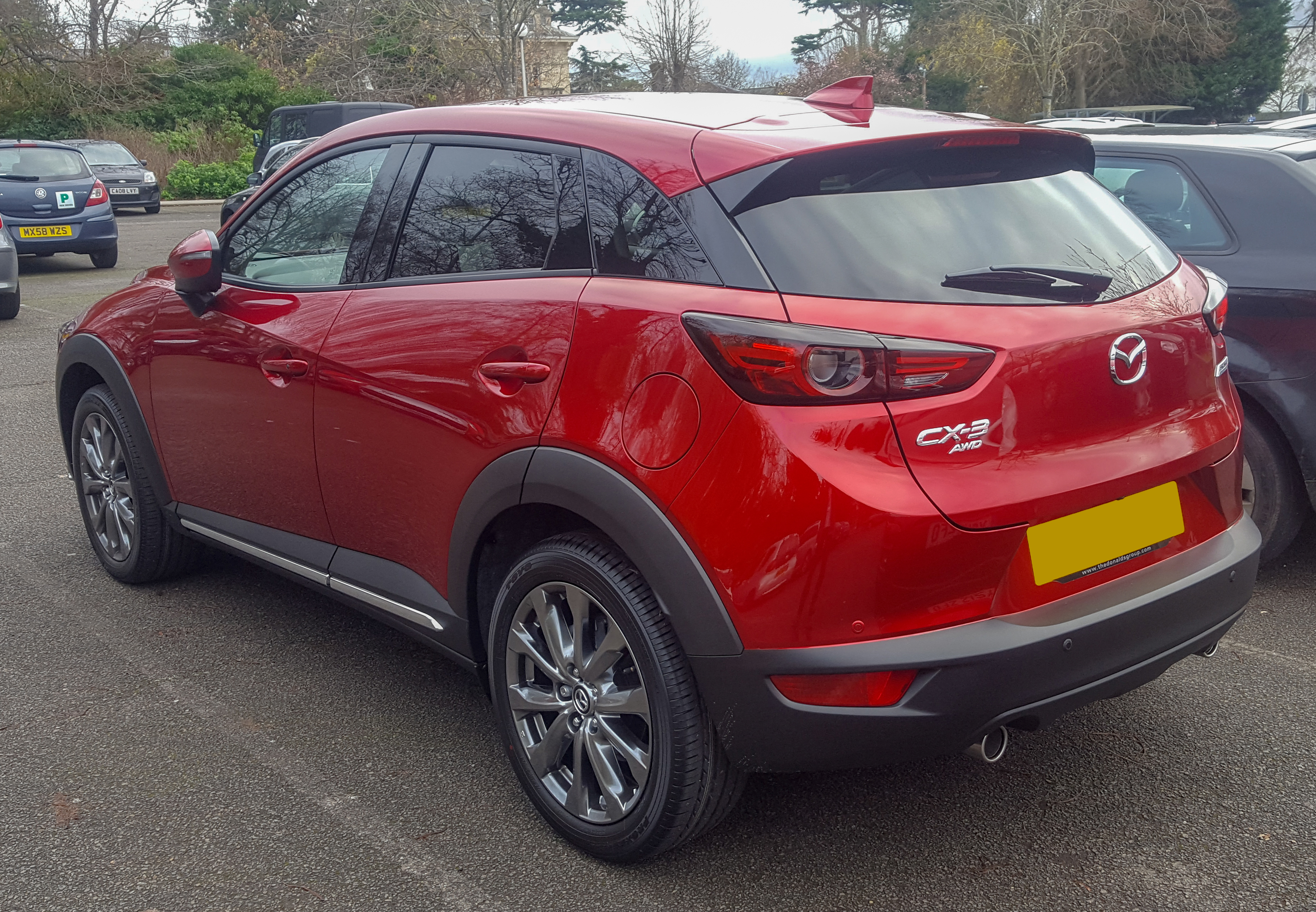
CX-3 Restyling

## Restyling 2018
La CX-3 ha ricevuto un piccolo restyling nel 2018, con un nuovo designo della griglia anteriore, fendinebbia, luci posteriori e sostituzione del freno a mano manuale con freno di stazionamento elettrico.

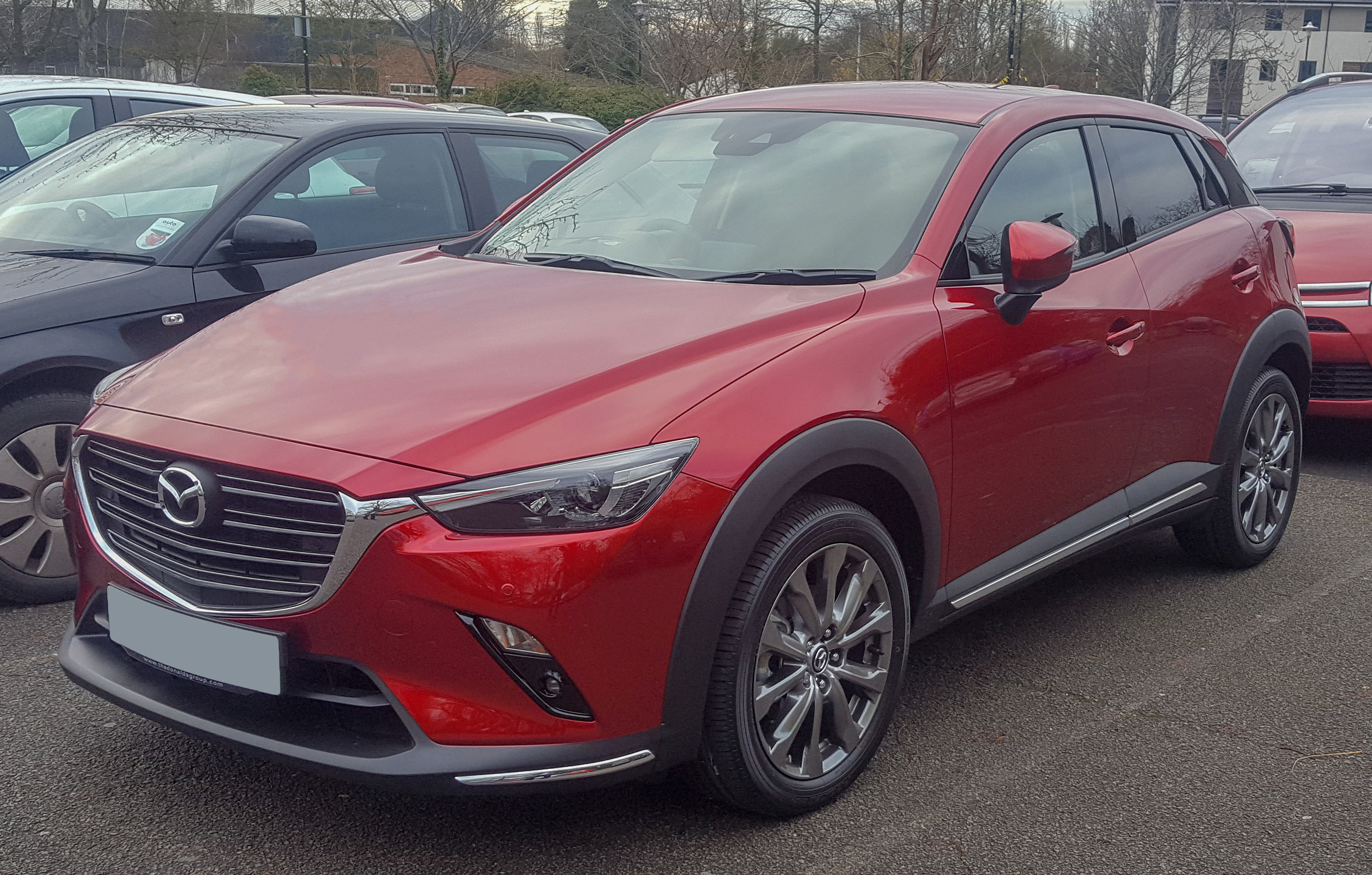
CX-3 Restyling

Le nuove dotazioni standard per l'allestimento Sport includono Apple Carplay e Android Auto, nonché il pacchetto di sicurezza i-Activesense.
Come motorizzazione c'è solo il 2.0 con 121 CV (89 Kw) in versioni Executive o Exceed.